# 와카바역
와카바역(일본어: 若葉駅, わかばえき)은 일본 사이타마현 사카도시에 있는 도부 철도 도조 본선 역이다. 역 번호는 TJ 25이다. 역 소재지는 사카도 시이지만, 역 서쪽 출입구와 이케부쿠로 방향은 쓰루가시마시이다.

## 역사
- 1979년 4월 2일: 영업 개시.
- 2004년 3월 14일: 니시구치 공용 개시.
- 2013년 3월 16일: 다이아 개정으로 신설된 쾌속 정차역이 됨.

## 역 구조
섬식 승강장 1면 2선의 지상역에서 교상 역사를 갖는다. 개찰구 층에서 승강장, 동쪽 출입구, 서쪽 출입구를 연결하는 엘리베이터와 에스컬레이터가 설치되어 있다.
역명은 협의를 거듭한 결과, 인근의 와카바다이 단지(사카도 시 지요다)에 유래하여 "와카바"가 되었다.

### 승강장
| 번호 | 노선    | 방향 | 행선 |
| ---- | ------- | ---- | --- |
| 1    | 도조 선 | 하행 | 사카도・신린코엔・오가와마치 방면 |
| 2    | 도조 선 | 상행 | 가와고에・와코시・이케부쿠로 방면 유라쿠초 선 신키바・ 도쿄 지하철 후쿠토신 선 시부야・ 도큐 도요코 선 요코하마・ 미나토미라이 선 모토마치·주카가이 방면 |

## 역 주변
본 역은 일본주택공단(현, 도시 재생 기구)의 "무사시 녹원도시・와카바다이 지구"의 개발에 수반하여 개설된 것으로, 역은 사카도 시, 쓰루가시마시와의 경계에 위치하고 동쪽 출입구, 서쪽의 서북쪽은 사카도 시, 동쪽 출입구의 북동쪽에서 남동쪽과 서쪽의 남동쪽은 쓰루가시마 시이다.

### 히가시구치
- 쓰루가시마 시립 후지미 중학교
- 쓰루가시마 시 후지미 마을 회관
- 후지미 중앙 근린 공원
- 간토 농정국 사카토 통계 정보 센터
- 사이타마 현 경찰 니시이리칸 경찰서
- 사카도 와카바 역전 우체국
- 와카바 워크(복합 상업 시설)
- 마쓰모토 기요시 와카바점
- 후지미 공단

### 니시구치
서쪽 출구에는 역전 거리가 있고 국도 제407호선의 스네오리초 4초메 사거리까지 이른다.
- 야오코 와카바에키니시구치점
- 쓰루가시마 시립 후지 중학교
- 쓰루가시마 시립 후지 초등학교
- 쓰루가시마 시청

## 인접역
| 도부 철도 도조 본선              | 도부 철도 도조 본선  | 도부 철도 도조 본선      |
| -------------------------------- | -------------------- | ------------------------ |
| TJ 22 가와고에시 이케부쿠로 방면 | ■ 쾌속               | 사카도 TJ 26 요리이 방면 |
| TJ 24 쓰루가시마 이케부쿠로 방면 | ■ 급행 ■ 준급 □ 보통 | 사카도 TJ 26 요리이 방면 |